# Marcus (automerk)
[[Bestand:|miniatuur|]]
Marcus is waarschijnlijk het oudste automerk ter wereld. Het merk bestond van 1870 tot ca. 1875 en produceerde slechts twee auto's.

## Geschiedenis
De oprichter van het merk, Siegfried Marcus bouwde in 1870-1871 zijn eerste auto, die ca. 200 meter gereden zou hebben. Een aantal jaren later bouwde Marcus een tweede wagen. Deze 756 kilogram wegende wagen kon met een snelheid van ongeveer 5 kilometer per uur voortrijden. Hierna stopte Marcus met het maken van automobielen.
De eerste auto van Marcus bestaat niet meer; er zijn enkel nog wat foto's van overgebleven. De tweede auto staat rijklaar in het Technisch Museum te Wenen.

## Vergelijkbaar
De Hammel, een Deense auto uit 1888, wordt wel vergeleken met de tweede wagen van de Marcus. Het is tevens de oudste nog rijdende auto ter wereld.